# Adolph Rupp Trophy
Adolph F. Rupp Trophy – nagroda przyznawana corocznie najlepszemu koszykarzowi akademickiemu NCAA Division I od sezonu 1971/72 do 2014/15. Laureat jest wybierany przez niezależny panel składający się z dziennikarzy sportowych, trenerów oraz administratorów sportowych. Nagroda jest przyznawana co rok w trakcie rozgrywek NCAA Final Four.
Nagrodą zarządza Commonwealth Athletic Club of Kentucky, niedochodowa organizacja zajmująca się dbaniem o spuściznę trenera University of Kentucky – Adolpha Ruppa.
Spośród laureatów tylko trzech było pierwszoroczniakami: Kevin Durant z uczelni Teksas w 2007 roku, John Wall z Kentucky (2010) oraz Anthony Davis, również z Kentucky (2012).

## Laureaci

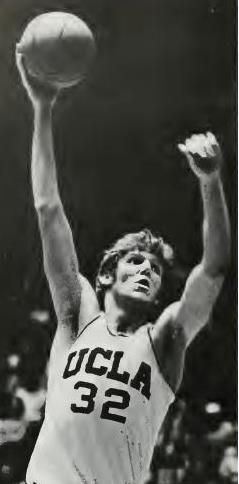
Bill Walton, jeden z zaledwie dwóch koszykarzy, którzy zostali 3-krotnie laureatami nagrody (1972–74)

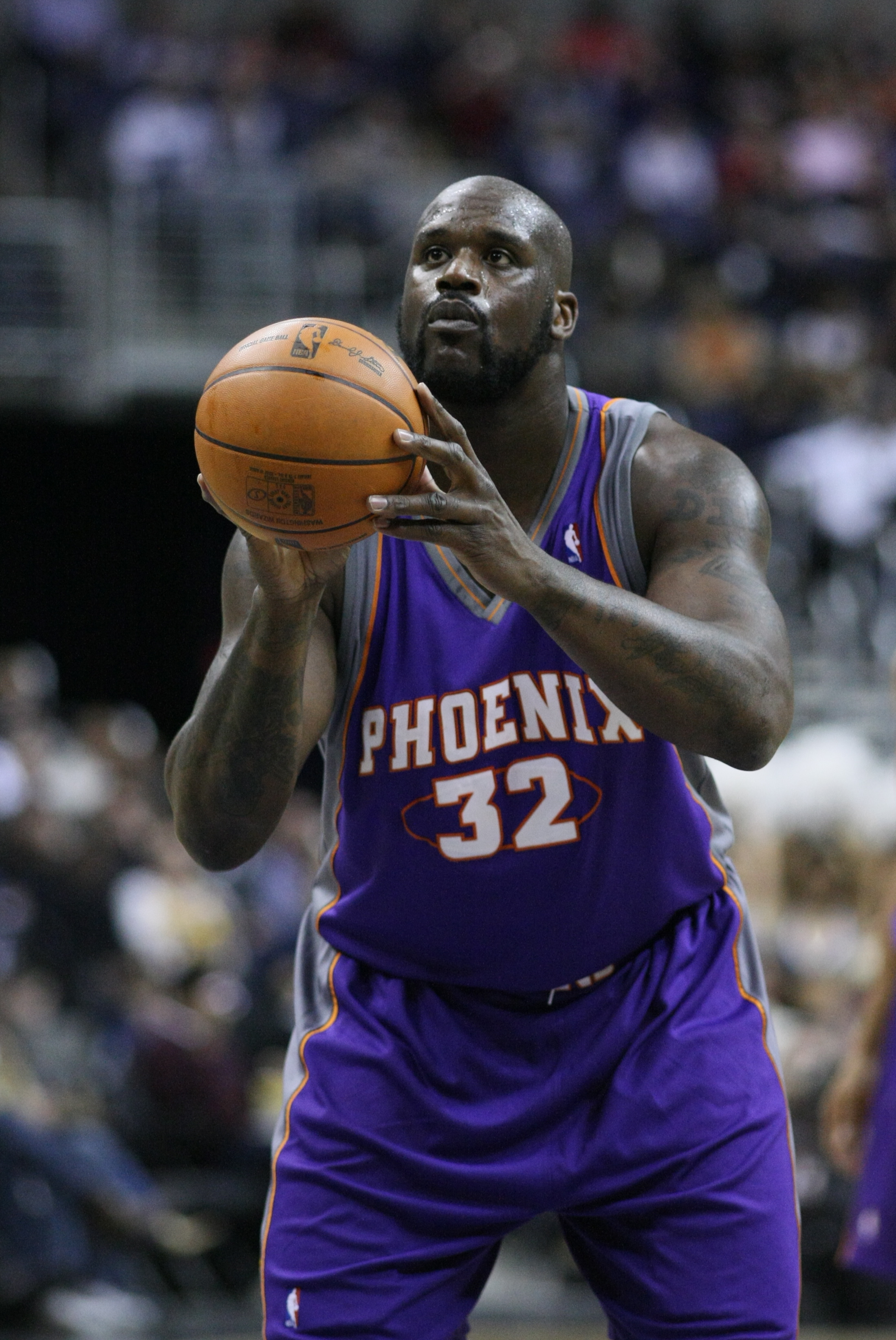
Shaquille O’Neal, zwycięzca z 1991 roku

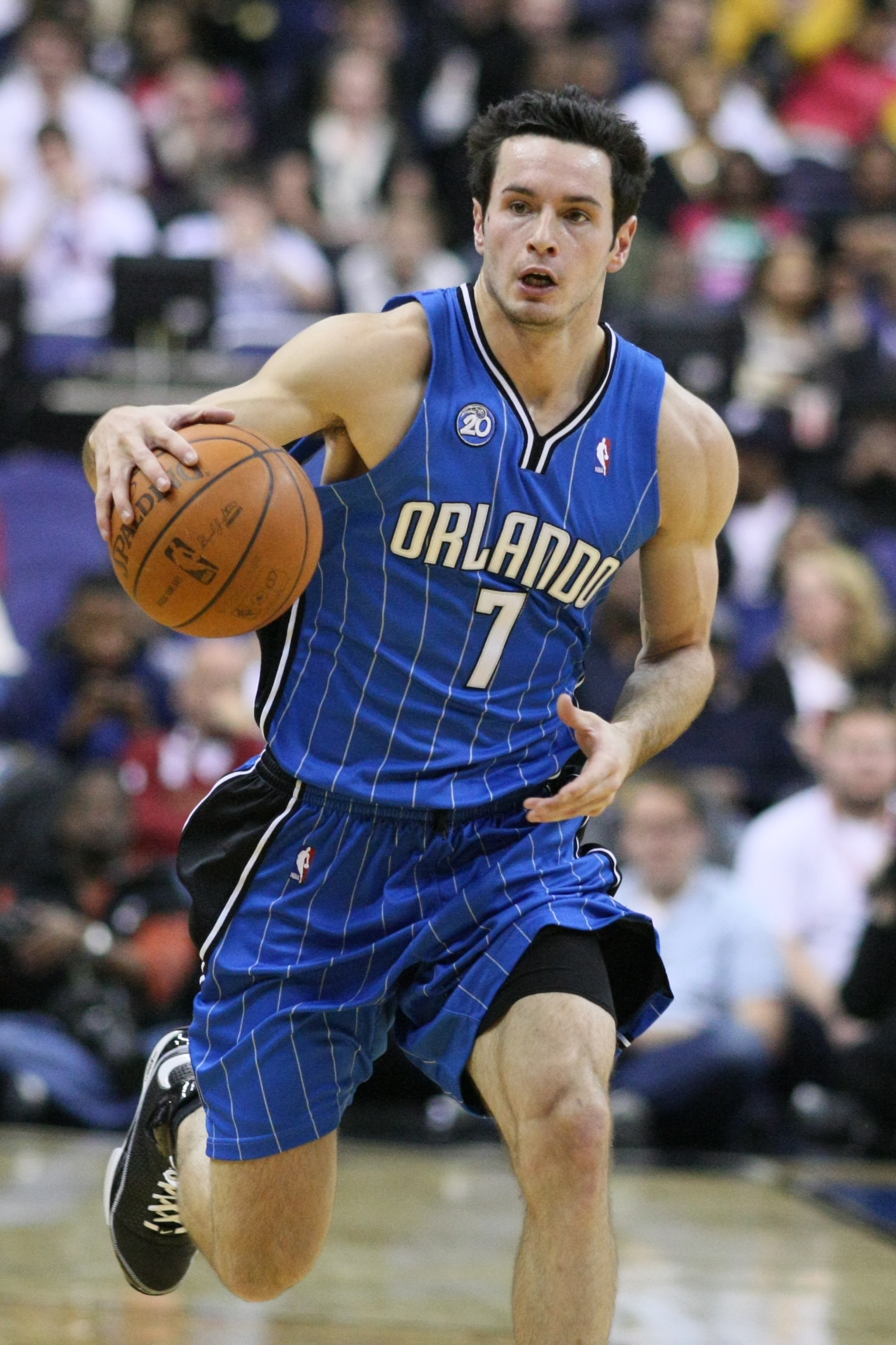
J.J. Redick – laureat z 2005 i 2006 roku

| Zawodnik (X) | – oznacza liczbę nagród zdobytych przez jednego zawodnika |
| Freshman     | – zawodnik pierwszoroczny                                 |
| Sophomore    | – zawodnik drugoroczny                                    |
| Junior       | – zawodnik trzecioroczny                                  |
| Senior       | – zawodnik ostatniego roku                                |

| Sezon   | Zawodnik           | Uczelnia       | Pozycja                                | Status    |
| ------- | ------------------ | -------------- | -------------------------------------- | --------- |
| 1971–72 | Bill Walton        | UCLA           | Środkowy                               | Sophomore |
| 1972–73 | Bill Walton (2)    | UCLA           | Środkowy                               | Junior    |
| 1973–74 | Bill Walton (3)    | UCLA           | Środkowy                               | Senior    |
| 1974–75 | David Thompson     | NC State       | Rzucający obrońca / Niski skrzydłowy   | Senior    |
| 1975–76 | Scott May          | Indiana        | Skrzydłowy                             | Senior    |
| 1976–77 | Marques Johnson    | UCLA           | Rzucający obrońca / Niski skrzydłowy   | Senior    |
| 1977–78 | Butch Lee          | Marquette      | Rozgrywający                           | Senior    |
| 1978–79 | Larry Bird         | Indiana State  | Niski skrzydłowy                       | Senior    |
| 1979–80 | Mark Aguirre       | DePaul         | Niski skrzydłowy                       | Sophomore |
| 1980–81 | Ralph Sampson      | Virginia       | Środkowy                               | Sophomore |
| 1981–82 | Ralph Sampson (2)  | Virginia       | Środkowy                               | Junior    |
| 1982–83 | Ralph Sampson (3)  | Virginia       | Środkowy                               | Senior    |
| 1983–84 | Michael Jordan     | North Carolina | Rzucający obrońca                      | Junior    |
| 1984–85 | Patrick Ewing      | Georgetown     | Środkowy                               | Senior    |
| 1985–86 | Walter Berry       | St. John's     | Silny skrzydłowy                       | Senior    |
| 1986–87 | David Robinson     | Navy           | Środkowy                               | Senior    |
| 1987–88 | Hersey Hawkins     | Bradley        | Rzucający obrońca                      | Senior    |
| 1988–89 | Sean Elliott       | Arizona        | Niski skrzydłowy                       | Senior    |
| 1989–90 | Lionel Simmons     | La Salle       | Niski skrzydłowy                       | Senior    |
| 1990–91 | Shaquille O’Neal   | LSU            | Środkowy                               | Sophomore |
| 1991–92 | Christian Laettner | Duke           | Skrzydłowy                             | Senior    |
| 1992–93 | Calbert Cheaney    | Indiana        | Niski skrzydłowy                       | Senior    |
| 1993–94 | Glenn Robinson     | Purdue         | Niski skrzydłowy / \| Silny skrzydłowy | Sophomore |
| 1994–95 | Joe Smith          | Maryland       | Środkowy                               | Sophomore |
| 1995–96 | Marcus Camby       | UMass          | Środkowy                               | Junior    |
| 1996–97 | Tim Duncan         | Wake Forest    | Środkowy                               | Senior    |
| 1997–98 | Antawn Jamison     | North Carolina | Niski skrzydłowy                       | Junior    |
| 1998–99 | Elton Brand        | Duke           | Środkowy                               | Sophomore |
| 1999–00 | Kenyon Martin      | Cincinnati     | Silny skrzydłowy                       | Senior    |
| 2000–01 | Shane Battier      | Duke           | Rzucający obrońca / Niski skrzydłowy   | Senior    |
| 2001–02 | Jay Williams       | Duke           | Rozgrywający                           | Junior    |
| 2002–03 | David West         | Xavier         | Silny skrzydłowy                       | Senior    |
| 2003–04 | Jameer Nelson      | Saint Joseph's | Rozgrywający                           | Senior    |
| 2004–05 | J.J. Redick        | Duke           | Rzucający obrońca                      | Junior    |
| 2005–06 | J.J. Redick (2)    | Duke           | Rzucający obrońca                      | Senior    |
| 2006–07 | Kevin Durant       | Teksas         | Niski skrzydłowy                       | Freshman  |
| 2007–08 | Tyler Hansbrough   | North Carolina | Silny skrzydłowy                       | Junior    |
| 2008–09 | Blake Griffin      | Oklahoma       | Silny skrzydłowy                       | Sophomore |
| 2009–10 | John Wall          | Kentucky       | Rozgrywający                           | Freshman  |
| 2010–11 | Jimmer Fredette    | BYU            | Rozgrywający                           | Senior    |
| 2011–12 | Anthony Davis      | Kentucky       | Środkowy                               | Freshman  |
| 2012–13 | Victor Oladipo     | Indiana        | Rzucający obrońca                      | Junior    |
| 2013–14 | Doug McDermott     | Creighton      | Niski skrzydłowy                       | Senior    |
| 2014–15 | Frank Kaminsky     | Wisconsin      | Silny skrzydłowy                       | Senior    |